# Halové mistrovství Evropy v atletice 1974

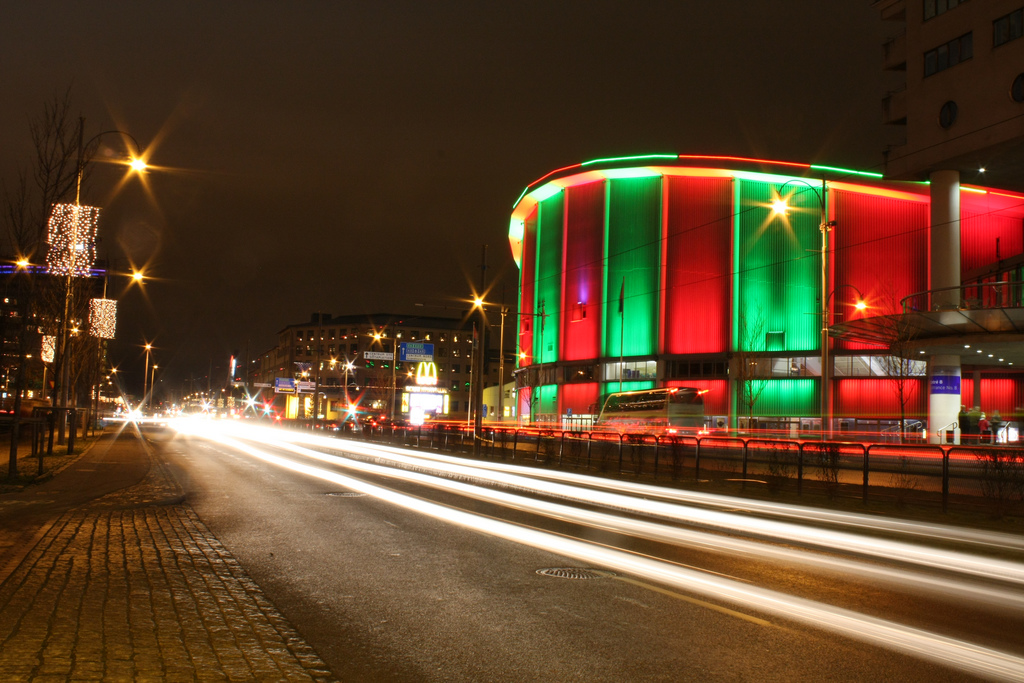
Hala Scandinavium v noci

5. Halové mistrovství Evropy v atletice se uskutečnilo ve švédském Göteborgu ve dnech 9. - 10. března 1974 v hale Scandinavium. V též hale se konal evropský šampionát také v roce 1984 a v roce 2013 se zde uskutečnil XXXII. ročník halového mistrovství Evropy.

## Medailisté

### Muži
| Soutěž        | Zlato                                                                       | Stříbro                                                                        | Bronz                       |
| ------------- | --------------------------------------------------------------------------- | ------------------------------------------------------------------------------ | --------------------------- |
| 60 m          | Valerij Borzov 6,58                                                         | Manfred Kokot 6,63                                                             | Alexandr Korneljuk 6,66     |
| 400 m         | Fons Brijdenbach 46,60                                                      | Andreas Scheibe 46,80                                                          | Günter Arnold 46,94         |
| 800 m         | Luciano Sušanj 1:48,07                                                      | András Zsinka 1:48,50                                                          | Jozef Plachý 1:49,49        |
| 1500 m        | Henryk Szordykowski 3:41,78                                                 | Thomas Wessinghage 3:42,02                                                     | Włodzimierz Staszak 3:43,48 |
| 3000 m        | Emiel Puttemans 7:48,48                                                     | Paul Thijs 7:51,76                                                             | Pavel Pěnkava 7:51,79       |
| 60 m př.      | Anatolij Mošiašvili 7,66                                                    | Mirosław Wodzyński 7,68                                                        | Frank Siebeck 7,75          |
| 4 x 392 m     | Švédsko 3:04,55 Michael Fredriksson Gert Möller Anders Faager Dimitre Grama | Francie 3:05,46 Pierre Bonvin Patrick Salvador Roger Vélazquez Lionel Malingre | nikdo                       |
| Skok do výšky | Kęstutis Šapka 2,22 m                                                       | István Major 2,20 m                                                            | Vladimír Malý 2,17 m        |
| Skok o tyči   | Tadeusz Ślusarski 5,35 m                                                    | Antti Kalliomäki 5,30 m                                                        | Jânis Lauris 5,30 m         |
| Skok daleký   | Jean-Francois Bonhęme 8,17 m                                                | Hans Baumgartner 8,10 m                                                        | Max Klauß 8,03 m            |
| Trojskok      | Michał Joachimowski 17,03 m                                                 | Michail Bariban 16,88 m                                                        | Bernard Lamitié 16,56 m     |
| Vrh koulí     | Geoffrey Capes 20,95 m                                                      | H.J.Rothenburg 20,87 m                                                         | Jaroslav Brabec 19,87 m     |

### Ženy
| Soutěž        | Zlato                                                                                           | Stříbro                                                                            | Bronz                          |
| ------------- | ----------------------------------------------------------------------------------------------- | ---------------------------------------------------------------------------------- | ------------------------------ |
| 60 m          | Renate Stecherová 7,16                                                                          | Andrea Lynchová 7,17                                                               | Irena Szewińská 7,20           |
| 400 m         | Jelica Pavličićová 52,64                                                                        | Naděžda Iljinová 52,81                                                             | Waltraud Dietschová 52,84      |
| 800 m         | Elżbieta Katoliková 2:02,38                                                                     | Gisela Ellenbergerová 2:02,54                                                      | Gunhild Hoffmeisterová 2:02,59 |
| 1500 m        | Tonka Petrovová 4:10,97                                                                         | Karin Krebsová 4:11,33                                                             | Tamara Kazachkovová 4:14,45    |
| 60 m př.      | Annerose Fiedlerová 8,08                                                                        | Grażyna Rabsztynová 8,08                                                           | Meta Antenenová 8,19           |
| 4 x 392 m     | Švédsko 3:38,15 Ann-Charlotte Hesseová Lena Fritzsonová Ann-Margret Utterbergová Ann Larssonová | BLR 3:39,21 Liljana Tomovová Soňa Začarijevová Jordanka Filipovová Tonka Petrovová | nikdo                          |
| Skok do výšky | Rosemarie Witschasová 1,90 m                                                                    | Milada Karbanová 1,88 m                                                            | Rita Kirstová 1,88 m           |
| Skok daleký   | Meta Antenenová 6,69 m                                                                          | Angela Schmalfeldová 6,56 m                                                        | Valeria Stefanescu 6,39 m      |
| Vrh koulí     | Helena Fibingerová 20,75 m                                                                      | Naděžda Čižovová 20,62 m                                                           | Marianne Adamová 19,70 m       |

## Medailové pořadí
| Umístění | Stát                       | Zlato | Stříbro | Bronz | Celkem |
| -------- | -------------------------- | ----- | ------- | ----- | ------ |
| 1.       | Polsko                     | 4     | 2       | 2     | 8      |
| 2.       | NDR                        | 3     | 5       | 7     | 15     |
| 3.       | Sovětský svaz              | 3     | 3       | 3     | 9      |
| 4.       | Belgie                     | 2     | 1       | 0     | 3      |
| 5.       | SFR Jugoslávie             | 2     | 0       | 0     | 2      |
| 5.       | Švédsko                    | 2     | 0       | 0     | 2      |
| 7.       | Československo             | 1     | 1       | 4     | 6      |
| 8.       | Francie                    | 1     | 1       | 1     | 3      |
| 9.       | Bulharská lidová republika | 1     | 1       | 0     | 2      |
| 9.       | Velká Británie             | 1     | 1       | 0     | 2      |
| 11.      | Švýcarsko                  | 1     | 0       | 1     | 2      |
| 12.      | NSR                        | 0     | 3       | 0     | 3      |
| 13.      | Maďarsko                   | 0     | 2       | 0     | 2      |
| 14.      | Finsko                     | 0     | 1       | 0     | 1      |
| 15.      | Rumunsko                   | 0     | 0       | 1     | 1      |